# Pietro Leita
Pietro Leita (Pasian di Prato, 4 dicembre 1926 – Pasian di Prato, 6 novembre 2010) è stato un arbitro di calcio italiano.

## Carriera
Per la sezione di Udine inizia ad arbitrare in IVª Serie a disposizione dell'O.T. nei primi anni cinquanta, dal 1955 per la Commissione Arbitri Interregionale dirige in Serie C. Il balzo tra i professionisti lo compie passando alla C.A.N. nel 1958, la prima direzione in Serie B avviene a Parma il 4 maggio 1958 nella partita Parma-Messina (0-0), nel campionato cadetto dirige per cinque stagioni con 43 presenze. L'esordio nella massima serie arriva il 7 giugno 1959 nell'ultima giornata del campionato con la direzione di Spal-Bari (0-1), In Serie A dirige per quattro stagioni, totalizzando 18 presenze, l'ultima di queste a Mantova il 18 febbraio 1962, con la partita Mantova-Torino (2-2).

## Biografia
Il Ragioniere Pietro Leita ha avuto una carriera arbitrale ad alto livello non molto lunga, per poi dedicarsi a tempo pieno, alla professione di funzionario di banca, quale dirigente e direttore della Sede di Udine della Banca del Friuli. Nel marzo del 2009, nel 60° del suo tesseramento all'A.I.A., ha ricevuto una medaglia e un portachiavi d'argento, raffigurante il logo di fondazione dell'A.I.A., risalente al 1911.